# Буддизм во Вьетнаме
Буддизм во Вьетнаме — одна из распространённых на территории страны религий, которую исповедуют 9,3 % верующего населения.

## История проникновения буддизма
От первых веков распространения буддизма во Вьетнаме сохранилось крайне мало литературных или эпиграфических памятников. Первые буддийские проповедники появились на территории нынешнего Северного Вьетнама, входившей в то время в состав китайской империи Хань, во II—III вв. н. э. В начале III в. выходец из Согда Кхыонг Танг Хой (200—247) переводил на территории империи сутры с санскрита на вэньянь; также были сведения о деятельности на этой территории во II—V вв. буддийских наставников из Индии. Многие проповедники прибывали в Зяотяу с севера, что обусловило преобладающее влияние здесь доктрин махаяны.
Возникновение буддийских школ во Вьетнаме относится к концу VI в.: первую из них основал в 580 индиец Винитаручи, вторую — наставник Во Нгон Тхонг (У Яньтун) из Гуанчжоу в 820, третью — китайский монах Тхао Дыонг (Цао Тан) в 1069. Все эти три школы исповедовали учение тхиен, развивая традиции южного направления чань-буддизма.

## Развитие буддизма

Буддийский храм в провинции Бак Нинь(Bắc Ninh)

Пик влияния этих школ приходится на X—XII века, когда буддизм тхиен во вьетском государстве являлся государственным культом. После обретения в X в. независимости государство вьетов испытывало нехватку образованных людей, и буддийские наставники привлекались для участия в государственных делах.
В X веке во Вьетнам проник тантризм.
В XIII веке на смену школам Винитаручи, Во Нгон Тхонга и Тхао Дыонга пришла новая школа тхиен — Чук Лам, основанная в 1299 императором Чан Нян Тонгом, который принял постриг.
Интерес к буддизму был характерен для всей императорской фамилии Чанов, особенно в первые десятилетия их правления. Однако во второй половине XIV в. среди представителей вьетской правящей элиты усиливается влияние неоконфуцианских доктрин; в связи с этим, а также с упадком династии Чан положение сангхи ухудшается. Реформатор Хо Куи Ли, ставший в конце этого столетия фактическим правителем государства, придерживался откровенно антибуддийских взглядов, производил отчуждение монастырских владений и насильственно возвращал монахов в мир. Восшествие на престол новой династии Хо, последовавшее в 1407 под предлогом восстановления прав Чанов вторжение армий династии Мин, 20-летняя борьба с захватчиками — эти события создали в стране обстановку хаоса. Было разрушено множество пагод и стел, захватчики сознательно уничтожали попадавшие в их руки книги: в результате погибло бесчисленное количество памятников вьетской словесности, большая часть которых была связана с буддизмом. Этим объясняются заметные лакуны в ранней истории буддизма во Вьетнаме.
После нескольких десятилетий стабильности в 1527 престол был узурпирован Мак Данг Зунгом: за этим событием последовала 60-летняя война между представителями новой династии и сторонниками свергнутого императора рода Ле, завершившаяся победой последних. Восстановление династии Ле оказалось чисто номинальным: реальная власть находилась в руках влиятельного клана Чиней, у которого вскоре возник конфликт с укрепившимся в южных провинциях другим знатным родом — Нгуен. Возобновившимся в связи с этим ожесточённым междоусобным войнам сопутствовало усиление влияния буддизма: учение о жизни как страдании получило подтверждение на всех ступенях социальной иерархии. Вьетнамская сангха обретает утраченные позиции, пользуясь поддержкой дома Чиней на севере страны и Нгуенов на юге. В этот период на севере Вьетнама возрождается школа Чук Лам, что связано главным образом с именем наставника Хыонг Хая (1627—1715). Во владениях же Нгуенов немалое влияние получила школа Ламте (Линьцзи), что было обусловлено притоком беженцев из Китая после маньчжурского завоевания, среди которых было немало буддийских монахов.
Кратковременное правление тэйшонов, ограничивших общую численность монахов и закрывавших пагоды, было неблагоприятно для буддийской общины. В период правления династии Нгуен возобновляется строительство и ремонт пагод, что, однако, являлось не отражением государственной политики, а результатом частных пожертвований высшей знати. Установление во второй половине XIX века во Вьетнаме господства Франции ухудшило положение буддийской общины. Колониальная администрация осуществляла жёсткий контроль за её деятельностью. Для открытия новых пагод, проведения праздничных обрядов требовалось разрешение властей.

## Современное состояние буддизма
В 30-х гг. XX века в среде буддийского духовенства начинается движение за возрождение буддизма, лидеры которого стремились повысить интерес к буддизму в обществе, расширить изучение и распространение канонических текстов. В это время во Вьетнаме создаются буддийские учебные заведения, использующие современные методы преподавания, общества изучения буддизма, которыми издавались журналы, религиозная литература. В годы 2-й мировой войны деятельность этих организаций сходит на нет и возобновляется лишь в конце 40-х гг. Впоследствии она протекала преимущественно в Южном Вьетнаме. А на Севере 16 марта 1958 состоялся учредительный съезд Единого буддийского союза, последовательно поддерживавшего политику правительства ДРВ.
В Южном Вьетнаме в начале 60-х гг. обостряется конфликт буддистов с диктаторским прокатолическим режимом Нго Динь Зьема. Начавшиеся в мае 1963 выступления буддистов в защиту своих прав, массовые демонстрации, голодовки, публичные самосожжения монахов стали одной из причин падения Зьема.
В конце 60-х начала 70-х гг. наблюдается «буддийский ренессанс»: ведётся широкомасштабное строительство пагод, десятки тысяч молодых людей принимают постриг. В начале 1979 создастся Комитет за объединение буддизма с участием представителей его различных течений и сект из всех регионов Вьетнама. Результатом его работы стал состоявшийся в ноябре 1981 учредительный съезд Конгрегации буддистов Вьетнама, объединивший все ранее существовавшие буддийские организации, 28-29 окт. 1987 в Ханое состоялся 2-й съезд Конгрегации. В апр. 1989 в городе Хошимин открылся институт по изучению буддизма. В настоящее время буддисты представляют собой наиболее многочисленную религиозную общину СРВ: из более чем 60 миллионов населения страны около трети в той или иной степени разделяют учение буддизма махаяны. Имеется также в стране несколько десятков тысяч последователей буддизма тхеравады из числа проживающих на юге республики кхмеров.

## Буддийские храмы и монастыри
- Список буддийских храмов Вьетнама
- Пагода Куан Сы

## Буддийские организации
- Буддийская Община Вьетнама
- Объединённая буддийская сангха Вьетнама